# Валкувач
Валкувач торфовий (рос. валкователь торфяной, англ. peat swath collector; нім. Torfhockenmaschine) — причіпний пристрій для збору висушеного фрезерного торфу з розстилу у валки. Торфовий валкувач пересувається гусеничним трактором. Розрізняють механічні і пневматичні торфові валкувачі. Найпоширеніші механічні торфові валкувачі відвального типу, робочим органом яких є скребок, розташований під кутом бл. 30о до напряму руху.